# گرینوود اسپرنیگز (میسیسیپی)
گرینوود اسپرنیگز (به انگلیسی: Greenwood Springs) یک منطقهٔ مسکونی در ایالات متحده آمریکا است که در میسیسیپی واقع شده‌است.